# Mimetidae
Famille
Les Mimetidae sont une famille d'araignées aranéomorphes.

## Distribution

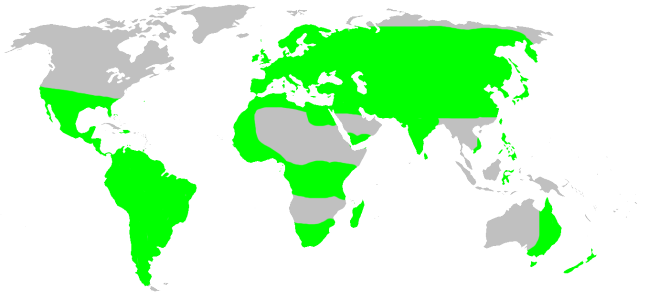
Distribution

Les espèces de cette famille se rencontrent sur tous les continents sauf aux pôles.

## Description
Ces araignées sont ordinairement jaune-brun et mesurent de 3 à 7 mm de long. Elles se reconnaissent à leurs pattes nettement annelées et aux rangées de poils le long de leurs pattes antérieures. L'abdomen est très renflé.
Elles se nourrissent d'autres araignées et occupent souvent leur toile.
Le mode de chasse est remarquable : les Mimetidae font vibrer la toile d'autres araignées afin de simuler les mouvements d'un insecte piégé ou d'un partenaire sexuel afin de dévorer l'araignée présente dans la toile et de prendre possession de la toile. Certains taxons se nourrissent également d'insectes.[réf. souhaitée]

## Paléontologie
Cette famille est connue depuis le Paléogène.

## Taxonomie
Cette famille rassemble 154 espèces dans huit genres actuels.

## Liste des genres
Selon World Spider Catalog (version 21.0, 09/04/2020) :
- Anansi Benavides & Hormiga, 2017
- Arocha Simon, 1893
- Australomimetus Heimer, 1986
- Ero C. L. Koch, 1836
- Gelanor Thorell, 1869
- Kratochvilia Strand, 1934
- Melaenosia Simon, 1906
- Mimetus Hentz, 1832

Selon World Spider Catalog (version 20.5, 2020) :
- † Protomimetus Wunderlich, 2011

## Publication originale
- Simon, 1881 : Les arachnides de France. Paris, vol. 5, p. 1-180 (texte intégral).